# Szűcsi
Szűcsi es un pueblo ubicado en el distrito de Gyöngyös, en el condado de Heves, Hungría.

## Superficie
Posee una superficie de 17,38 kilómetros cuadrados.

## Demografía
Hasta 2019 la población era de 1518 habitantes, con una densidad de población de 87,34 habitantes por kilómetro cuadrado.